# Chung kết giải vô địch bóng đá thế giới các câu lạc bộ 2019
Chung kết giải vô địch bóng đá thế giới các câu lạc bộ 2019 là trận đấu cuối cùng của giải vô địch bóng đá thế giới các câu lạc bộ 2019, một giải đấu bóng đá quốc tế cấp câu lạc bộ do Quatar tổ chức. Đây là trận chung kết thứ 16 trong khuôn khổ giải vô địch thế giới các câu lạc bộ, một giải đấu do FIFA tổ chức giữa những câu lạc bộ vô địch từ 6 liên đoàn liên lục địa (mỗi liên đoàn cử một đội đại diện), cũng như các nhà vô địch quốc gia của nước chủ nhà. 
Trận chung kết là cuộc so tài giữa đội bóng Anh Liverpool, đại diện cho khu vực châu Âu với vị thế nhà đương kim vô địch UEFA Champions League và câu lạc bộ Brasil Flamengo, đại diện cho khu vực Nam Mỹ với tư cách nhà đương kim vô địch Copa Libertadores. Trận đấu diễn ra trên Sân vận động Quốc tế Khalifa tại Doha vào ngày 21 tháng 12 năm 2019.
Liverpool giành chiến thắng chung cuộc 1-0 sau hiệp phụ để đoạt chức vô địch thế giới đầu tiên của đội bóng.

## Những đội tham dự
Trong bảng dưới đây, các trận chung kết từ 2005 trở về trước, giải gắn với tên gọi FIFA Club World Championship, kể từ 2006 trở đi giải mới có tên gọi là FIFA Club World Cup.
| Đội bóng  | Liên đoàn | Điều kiện tham dự                     | Các trận chung kết vô địch thế giới của mỗi đội trong quá khứ (in đậm chỉ đội vô địch) |
| --------- | --------- | ------------------------------------- | -------------------------------------------------------------------------------------- |
| Liverpool | Châu Âu   | Vô địch UEFA Champions League 2018–19 | IC: 2 (1981, 1984) FCWC: 1 (2005)                                                      |
| Flamengo  | Bắc Mỹ    | Vô địch Copa Libertadores 2019        | IC: 1 (1981)                                                                           |

Ghi chú: Ngày 27 tháng 10 năm 2017, FIFA chính thức công nhận các nhà vô địch của Cúp Liên lục địa là những nhà vô địch thế giới cấp câu lạc bộ, nhằm tạo công bằng với FIFA Club World Cup.
- IC: Cúp Liên lục địa (1960–2004)
- FCWC: Chung kết FIFA Club World Cup (2000, 2005–nay)

## Địa điểm
Trận chung kết diễn ra trên Sân vận động Quốc tế Khalifa tại Doha, Quatar. Trong quá khứ đây là nơi từng đăng cai Cúp bóng đá châu Á 2011 (tính cả trận chung kết và được chọn làm nơi tổ chức giải vô địch bóng đá thế giới 2022. Lúc đầu trận chung kết (bên cạnh trận bán kết thứ hai và trận tranh hạng ba) dự kiến diễn ra trên sân vận động Education City, cũng nằm ở Doha. Tuy nhiên nơi tổ chức những trận này đã bị thay đổi sau khi ngày khánh thành sân vận động Education City bị dời đến đầu năm 2020.

## Bối cảnh
Trận đấu là lần tái ngộ của hai đội kể từ Cúp Liên lục địa 1981 (được FIFA công nhận là trận tranh ngôi vô địch thế giới cấp câu lạc bộ). Flamengo giành chiến thắng 3-0 để đoạt danh hiệu duy nhất của đội bóng Brasil. Sau đó Liverpool còn tham dự hai trận chung kết thế giới nữa (1984 và 2005) nhưng đều lần lượt thất bại trước Independiente và São Paulo.

## Đường đến chung kết
| Liverpool | Liverpool | Đội bóng                                  | Flamengo | Flamengo |
| --------- | --------- | ----------------------------------------- | -------- | -------- |
| Đối thủ   | Kết quả   | Giải vô địch thế giới các câu lạc bộ 2019 | Đối thủ  | Kết quả  |
| Monterrey | 2–1       | Bán kết                                   | Al-Hilal | 3–1      |

### Liverpool
Liverpool giành quyền tham dự giải vô địch thế giới cấp câu lạc bộ nhờ chiến tích đăng quang UEFA Champions League, sau khi đánh bại Tottenham Hotspur trong trận chung kết. Trong quá khứ đội bóng Anh từng góp mặt ở giải vô địch thế giới 2005 nhưng chỉ đoạt vị trí á quân sau nhà vô địch năm đó là São Paulo. Để có thể mang đội hình mạnh nhất đến Quatar, Liverpool đã phải đôn đội trẻ thi đấu trận tứ kết Cúp Liên đoàn Anh trước Aston Villa, sau đó Lữ đoàn đỏ để thua chung cuộc 5-0.
Liverpool vào thẳng vòng bán kết và chạm trán nhà vô địch khu vực Bắc Mỹ, Monterrey của Mexico. Lữ đoàn đỏ vươn lên dẫn trước ở phút thứ 12 nhờ pha sút bóng của Naby Keïta sau khi nhận đường chuyền từ Mohamed Salah ở rìa vòng cấm. Sau đó 2 phút Monterrey gỡ hòa với cú dứt điểm cận thành của Funes Mori sau khi thủ thành Alisson cản phá cú vô-lê trước đó của Gallardo. Liverpool có một vài cơ hội để tái lập thế dẫn bàn và thay đổi đội hình sau hiệp một, nhưng không thể ghi bàn và đành trông chờ vào các tình huống phản công. Cầu thủ vào sân từ ghế dự bị Roberto Firmino ghi bàn thắng quyết định cho Liverpool ở phút bù giờ đầu tiên nhờ pha tiếp bóng tinh tế từ đường chuyền của Trent Alexander-Arnold ở hành lang cánh phải.

### Flamengo
Flamengo giành quyền tham dự giải vô địch thế giới cấp câu lạc bộ nhờ chiến tích đăng quang Copa Libertadores, sau khi đánh bại River Plate với hai pha lập công phút cuối của Gabriel Barbosa trong trận chung kết, diễn ra một tháng trước khi giải đấu khởi tranh.

## Trận đấu

### Kết quả chi tiết
| Liverpool     | 1–0 (s.h.p.) | Flamengo |
| ------------- | ------------ | -------- |
| - Firmino 99' | Chi tiết     |          |

| Liverpool | Flamengo |

| TM               | 1  | Alisson                 |       |        |
| HV               | 66 | Trent Alexander-Arnold  |       |        |
| HV               | 4  | Virgil van Dijk         |       |        |
| HV               | 12 | Joe Gomez               |       |        |
| HV               | 26 | Andrew Robertson        |       |        |
| TV               | 8  | Naby Keïta              |       | 100'   |
| TV               | 14 | Jordan Henderson (đt)   |       |        |
| TV               | 15 | Alex Oxlade-Chamberlain |       | 75'    |
| TĐ               | 11 | Mohamed Salah           | 81'   | 120+1' |
| TĐ               | 9  | Roberto Firmino         | 100'  | 106'   |
| TĐ               | 10 | Sadio Mané              | 45+1' |        |
| Dự bị:           |    |                         |       |        |
| TM               | 13 | Adrián                  |       |        |
| TM               | 22 | Andy Lonergan           |       |        |
| HV               | 51 | Ki-Jana Hoever          |       |        |
| HV               | 72 | Sepp van den Berg       |       |        |
| HV               | 76 | Neco Williams           |       |        |
| TV               | 5  | Georginio Wijnaldum     |       |        |
| TV               | 7  | James Milner            | 105'  | 100'   |
| TV               | 20 | Adam Lallana            |       | 75'    |
| TV               | 48 | Curtis Jones            |       |        |
| TĐ               | 23 | Xherdan Shaqiri         |       | 120+1' |
| TĐ               | 27 | Divock Origi            |       | 106'   |
| TĐ               | 67 | Harvey Elliott          |       |        |
| Huấn luyện viên: |    |                         |       |        |
| Jürgen Klopp     |    |                         |       |        |

| TM               | 1  | Diego Alves            |      |      |
| HV               | 13 | Rafinha                |      |      |
| HV               | 3  | Rodrigo Caio           |      |      |
| HV               | 4  | Pablo Marí             |      |      |
| HV               | 16 | Filipe Luís            |      |      |
| TV               | 14 | Giorgian De Arrascaeta |      | 77'  |
| TV               | 5  | Willian Arão           |      | 120' |
| TV               | 8  | Gerson                 |      | 102' |
| TV               | 7  | Éverton Ribeiro (đt)   |      | 82'  |
| TV               | 27 | Bruno Henrique         |      |      |
| TĐ               | 9  | Gabriel Barbosa        |      |      |
| Dự bị:           |    |                        |      |      |
| TM               | 22 | Gabriel Batista        |      |      |
| TM               | 37 | César                  |      |      |
| HV               | 2  | Rodinei                |      |      |
| HV               | 6  | Renê                   |      |      |
| HV               | 26 | Matheus Thuler         |      |      |
| HV               | 44 | Rhodolfo               |      |      |
| TV               | 10 | Diego                  | 112' | 82'  |
| TV               | 19 | Reinier                |      |      |
| TV               | 25 | Robert Piris Da Motta  |      |      |
| TV               | 28 | Orlando Berrío         |      | 120' |
| TĐ               | 11 | Vitinho                | 90'  | 77'  |
| TĐ               | 29 | Lincoln                |      | 102' |
| Huấn luyện viên: |    |                        |      |      |
| Jorge Jesus      |    |                        |      |      |

| Cầu thủ xuất sắc nhất trận: Roberto Firmino (Liverpool) Trợ lý trọng tài: Taleb Al-Marri (Qatar) Saoud Al-Maqaleh (Qatar) Trọng tài thứ tư: Mustapha Ghorbal (Algeria) Trợ lý trọng tài dự bị: Mokrane Gourari (Algeria) Trợ lý trọng tài video: Juan Martínez Munuera (Tây Ban Nha) Trợ lý trọng tài hỗ trợ video: Esteban Ostojich (Uruguay) Kyle Atkins (Hoa Kỳ) Bakary Gassama (Gambia) | Luật chơi - 90 phút (chính thức). - 30 phút hiệp phụ nếu tỷ số hòa trong thời gian thi đấu chính thức. - Đá luân lưu 11m nếu hòa trong cả thời gian thi đấu chính thức và hiệp phụ. - Tối đa 12 cầu thủ trên ghế dự bị. - Tối đa 3 quyền thay thế, tăng lên 4 quyền trong hiệp phụ. |

### Thống kê
| Thống kê       | Liverpool | Flamengo |
| -------------- | --------- | -------- |
| Số bàn thắng   | 1         | 0        |
| Số cú sút      | 18        | 14       |
| Sút trúng đích | 6         | 2        |
| Cản phá        | 2         | 5        |
| Kiểm soát bóng | 48%       | 52%      |
| Phạt góc       | 5         | 7        |
| Pha phạm lỗi   | 22        | 16       |
| Việt vị        | 3         | 6        |
| Thẻ vàng       | 4         | 2        |
| Thẻ đỏ         | 0         | 0        |

## Sau trận đấu
Với chiến thắng này, Liverpool đã đoạt chức vô địch thế giới cấp câu lạc bộ đầu tiên của họ, trở thành đội bóng Anh thứ hai giành danh hiệu này sau Manchester United vào năm 2008, cũng như là đội bóng Anh đầu tiên vô địch thế giới, UEFA Champions League và Siêu cúp châu Âu trong cùng 1 năm. Roberto Firmino của Liverpool được trao giải Cầu thủ xuất sắc nhất trận, trong khi người đồng đội của anh, Mohamed Salah nhận danh hiệu Cầu thủ hay nhất giải đấu (Golden Ball) từ Tổ nghiên cứu Kĩ thuật của FIFA. Cầu thủ giành danh hiệu xuất sắc thứ hai của giải (Silver Ball) là Bruno Henrique của Flamengo.